# توم شو (لاعب غولف)
توم شو (بالإنجليزية: Tom Shaw)‏ هو لاعب غولف أمريكي، ولد في 13 ديسمبر 1938 في ويتشيتا في الولايات المتحدة.

## وصلات خارجية
- توم شو على موقع رابطة لاعبي الغولف المحترفين (الإنجليزية)